# Abol-Hasan Kharaghani
Abol-Hasan Kharaghāni est une personnalité persane née en 961 et morte en 1053 à Kharaghan, un hameau près de Bastam.
Cette phrase célèbre a été écrite sur le frontispice de sa confrérie :
« À celui qui vient à la porte d'Abol-Hasan, ne demandez pas sa foi, donnez-lui du pain, car chacun dont l'âme pourra aller au seuil divin, aura droit à un pain chez Abol-Hasan ».
On lui a attribué le quatrain suivant :
« Nous ne savons les mystères d'éternité, ni toi ni moi
Nous ne résoudrons cette énigme, ni toi ni moi
Il y a un dialogue derrière des rideaux
Quand on le dévoilera, nous n'existerons, ni toi ni moi ».

## Source
Mahshid Moshiri, Dictionnaire des poètes renommés persans : à partir de l'apparition du persan dari jusqu'à nos jours, Téhéran, Aryan-Tarjoman, 2007.